# Victoria (película de 2015)
Victoria es una película alemana de 2015 dirigida por Sebastian Schipper. Fue galardonada con 6 premios Lola (los equivalentes a los Goya españoles), incluida su protagonista Laia Costa, que se convirtió en la primera actriz no alemana en ganar el premio a la mejor interpretación femenina protagonista; Frederick Lau, conocido por su papel de Tim en La ola, y el director Sebastian Schipper.
La película se caracteriza por estar rodada en un solo plano secuencia durante 140 minutos en los que su protagonista no deja de aparecer. Está rodada en los barrios berlineses de Kreuzberg y Mitte, caracterizados por sus clubs subterráneos de música tecno, de las 4:30 a. m. hasta las 7 a. m.

## Sinopsis
Victoria es una chica española que se ha mudado a Berlín para trabajar. Una noche, cuando sale de un club de música techno del barrio berlinés de Kreuzberg, conoce a un grupo de cuatro chicos que le convencen para enseñarle cómo disfrutan los auténticos berlineses de la noche de la ciudad. La cámara es testigo de todo lo que le ocurre a Victoria esa noche durante dos horas, de las cuatro de la mañana hasta las seis, y de cómo todas éstas harán que su vida cambie por completo en un límite de tiempo tan pequeño.

## Reparto
| Intérprete     | Personaje |
| -------------- | --------- |
| Laia Costa     | Victoria  |
| Frederick Lau  | Sonne     |
| Franz Rogowski | Boxer     |
| Max Mauff      | Fuss      |
| Burak Yigit    | Blinker   |
| André Hennicke | Andi      |

## Premios
- 2015: Festival de Berlín: Contribución artística sobresaliente (ex aequo).
- 2015: Premios del Cine Europeo: Nominación a Mejor película, director y actriz (Costa).
- 2015: Festival de Sitges: Sección oficial largometrajes.
- 2014: 6 Premios Lola: Mejor película, director, actor protagonista, actriz protagonista, fotografía y banda sonora.[1]
- 2016: Premios Sant Jordi: Mejor actriz en película extranjera, Laia Costa.[2]